# Isabelle Stadelmann-Steffen
Isabelle Stadelmann-Steffen (* 1979 in Burgdorf) ist eine Schweizer Politologin. Sie ist als Professorin Inhaberin des Lehrstuhls für Vergleichende Politik am Institut für Politikwissenschaft der Universität Bern.

## Leben und Wirken
Isabelle Stadelmann-Steffen studierte von 1999 bis 2003 Politikwissenschaft und Wirtschaft an der Universität Bern sowie an der Universität Genf. 2007 promovierte sie bei Wolf Linder und Adrian Vatter am Institut für Politikwissenschaft der Universität Bern. In ihrer Doktorarbeit beschäftigte sie sich mit der Beteiligung von Frauen am Arbeitsmarkt in der Schweiz.
2008 erhielt sie einen Förderbeitrag vom Schweizerischen Nationalfonds für ihre Forschungsarbeit an der Universität Konstanz in Deutschland sowie am Europäischen Hochschulinstitut in Florenz, Italien.
Ab 2003 war sie zuerst als studentische Assistentin, später als Forschungsassistentin am Institut für Politikwissenschaft an der Universität Bern tätig. Von 2006 bis 2007 sowie von 2009 bis 2011 war sie als wissenschaftliche Mitarbeiterin an der Universität Konstanz tätig, wo sie sich im Rahmen ihrer Forschungsarbeit mit Fragestellungen im Bereich der Freiwilligenarbeit beschäftigte. 2013 erhielt sie die Habilitation der Universität Konstanz.
Von 2011 bis 2014 war sie Assistenzprofessorin am Institut für Politikwissenschaft der Universität Bern. 2014 wurde sie zur assoziierten Professorin befördert. Seit Anfang 2023 hat sie die volle Professur für Vergleichende Politikwissenschaft inne.

## Forschungsschwerpunkte
Stadelmanns Forschungsschwerpunkte liegen in den Bereichen der öffentlichen Politik (v. a. Wohlfahrtsstaatspolitik und Energiepolitik), der direkten Demokratie sowie der politischen Verhaltens- und Einstellungsforschung. Sie beschäftigt sich dabei insbesondere mit den Schnittpunkten zwischen diesen Themenfeldern und betreibt interdisziplinäre Forschung, etwa wie die Energiepolitik die politischen Einstellungen beeinflusst.
2020 erhielt sie für ihr Paper Satisfaction with Democracy: When Government by the People Brings Electoral Losers and Winners Together den «Best Paper Prize» des European Consortium for Political Research.

## Schriften (Auswahl)
- mit Lucas Leemann: Satisfaction with Democracy: When Government by the People brings Electoral Losers and Winners Together. In Comparative Political Studies, 2021.
- mit Clau Dermont: The role of policy and party information in direct-democratic campaigns. In: International Journal of Public Opinion Research. 32. Jg., Nr. 3, 2020, S. 442–466.
- mit Marlène Gerber: Voting in the rain – The impact of rain on participation in open-air assemblies. In: Local Government Studies. 46. Jg., Nr. 3, 2019, S. 414–435.[5]